# 倭吾子籠
倭 吾子籠（やまと の あごこ、生没年不詳）は『日本書紀』などに伝わる古代日本の豪族。倭国造（やまとのくにのみやつこ）の祖先。『古事記』には彼に関する記載は存在しない。

## 記録
『日本書紀』の登場人物としては、比較的多くの箇所に出没する。

### 倭の屯田と屯倉
『日本書紀』巻第十一には、推定310年（応神天皇41年）の天皇崩御後、皇位が定まらぬ状態の中で争われた、額田大中彦皇子（ぬかたのおおなかつひこのみこ）と屯田司（みたのつかさ）の淤宇宿禰（おうのすくね）との、倭の屯田（みた）と屯倉を巡る争議のことが記されている。額田大中彦皇子に土地を一方的に接収された淤宇宿禰は、菟道稚郎子、ついで大鷦鷯尊（おおさざきのみこと、のちの仁徳天皇）に訴え出た結果、倭の屯田と屯倉のことは、現在韓国（からくに）に派遣されている吾子籠（あごこ）が知っていると判明した。淤宇宿禰は大鷦鷯尊の勧めにより、昼夜兼行で淡路の海人（あま）とともに韓国へ行き、吾子籠を連れて帰ってきた。
吾子籠は「倭の屯田・屯倉」は〔垂仁天皇〕の時代に、皇太子であった景行天皇〕に「凡（おおよ）そ倭の屯田は、毎（つね）に御宇帝皇（あめのした しらす すめらみこと＝現在即位している天皇)の屯田なり。其れ帝皇（みかど）の子（みこ）と雖（いえど）も、御宇（あめのした しら）すに非（あら）ずは、掌（つかさど）ること得（え）じ」として伝えられたものであって、時の天皇が管掌するものであることを証言した。これにより、額田大中彦皇子は自省し、土地管理問題は淤宇宿禰にとって有利なものとして決着した。
しかし、この事件のバックには、額田大中彦皇子の同母弟である大山守皇子がいたと思われ、彼はこの裁定に不服を唱え、事態は皇位抗争劇へと発展していった。
『古事記』にはこのような事情は語られていない。

### 大井川の流木
同じく『書紀』巻十一は、以下のような物語を伝えている。
大井川に流れ着いた巨木を、吾子籠が船に造り直した、というエピソードである。この時は吾子籠は「倭直」と呼ばれている。
ちなみに、『書紀』巻第十二では、履中天皇が両俣船（ふたまたぶね）を磐余市磯池（いわれのいちしのいけ）に浮かべている。

### 住吉仲皇子の反乱
『書紀』巻十二によると、住吉仲皇子（すみのえ の なかつ みこ）と倭直吾子籠とは親しい間柄であった。そのため、推定399年、仲皇子が皇太子の去来穂別皇子（いざほわけ の みこ、のちの履中天皇）に反旗を翻した際には、仲皇子に味方しようとし、精兵数百人を「攪食（かきはみ）の栗林（くるす）」（忍海郡来栖郷と言われている）というところに集めて、太子を待ち構えた。しかし、皇太子の兵が思いのほか多数であったことに気づくと態度を変え、
猜疑心にとらわれていた皇太子は、吾子籠の心を疑い、殺そうとした。そこで、吾子籠は恐れ入って、妹の日之媛（ひのひめ）を献上し、死罪を免れた。この時から倭直は、采女を貢上するようになった、という。
履中即位前紀のほかの箇所には、皇太子が石上神宮に逃亡する際に、飛鳥山の登り口で少女に遭遇し、道の安全を尋ねる場面があるが、
「兵（つはもの）を執れる者、多（さは）に山中に満（いは）めり。廻（めぐりかへ）りて、当摩径（たぎまのみち）より踰（こ）えたまへ」
と忠告される場面も存在する。これらは倭直氏が伏兵がおけるほど、この周辺の地理に習熟していたことを示している。

### 宍人部の献上
『書紀』巻第十四には、雄略天皇が御馬瀬（みませ）での猟の後で激怒して大津馬飼（おおつ の うまかい）を斬り殺し、その収拾のために、母親の忍坂大中姫皇太后が倭の采女「日媛」（ひのひめ）を献上する話がある。その時の会話がきっかけで宍人部（ししひとべ）が設置され、膳臣長野（かしわで の おみ ながの）ら3人が任命されるのだが、加えて、「大倭国造（おおやまとのくにのみやつこ）吾子籠宿禰」は狭穂子（さほのこ）鳥別（とりわけ）を献上して宍人部に加え、「臣連伴造国造、又随（したが）ひて続（つ）ぎて貢（たてまつ）る」とある。
ここに登場する日媛と、住吉の時の妹の「日之媛」は同一人物であり、伝承の混同があるのではないか、と言われている。

## 考証
以上の記述は、5世紀前半に出雲臣の祖となる首長たちが、大和政権と深くかかわり、朝鮮半島との交渉を行っていた、という考古学から判明した歴史的事実と合わせて考える必要がある。さらに言えば、淡路島の海人集団とのつながりや、野見宿禰伝承との関連をも見て行く必要がある。
前述の物語に頻繁に現れるのは淡路島の海人集団で、淤宇宿禰が韓国から吾子籠を迎えに行った際にも海人集団の水手が活躍しており、住吉仲皇子の伝承でも、阿曇連浜子に率いられて、「淡路の野嶋の海人」が暗躍している。
淡路島の木戸原遺跡・雨流遺跡からは半島や出雲との関係を示す遺物が多数発掘されている。曽我遺跡・布留遺跡・長原遺跡など、畿内の玉作の遺跡からは、松江市玉湯町花仙山（かせんやま）産出の碧玉原石が出土しており、とりわけ、倭直の拠点である磯城周辺の谷遺跡などから、碧玉・水晶などの出雲系の石材を使用した玉作遺跡が見つかっている。奈良盆地以外では、河内国の長原遺跡からも少量の出土が確認できる。弥生時代の遺跡のほか、宍道湖・中海沿岸には4世紀末から5世紀はじめにかけてのものと思われる、玉作工房遺跡が発見され、奈良県の吉野川・紀ノ川流域で産出され結晶片岩製砥石が使用されている。
倭直の祖先である市磯長尾市（いちし の ながおち）は、天日槍伝承などに「登場するが、野見宿禰を迎えに出雲へ行ったことも見受けられる。野見宿禰は当摩蹶速（たぎま の けはや）との相撲勝負で有名であり、菊池照夫によると、この話は相撲によって地霊を沈める稲作農耕儀礼の起源だとされているが、この話で、野見宿禰が獲得した当麻の地が、大阪湾から竹内峠を経由した奈良盆地に出たところに位置していること、菅原神社が鎮座し、南へゆくと葛城へも通じている交通の要衝の地であり、近隣の大田遺跡は古墳時代前期の集落遺跡で、4世紀前半のものと推定される山陰系の土器も出土されている。このことは、野見宿禰時代から、「当摩径」あたりに山陰地方との関わりの形跡があったことが窺われる。
以上のように、吾子籠伝承における倭直と出雲勢力、淡路島の海人集団との関係は、何らかの史実を伝えており、それらが倭吾子籠という一人物に集約されて結びつけられた可能性が高いといえる。